# Magyar Mozgókép Díj a legjobb egész estés dokumentumfilmnek
A Magyar Mozgókép Díj a legjobb egész estés dokumentumfilmnek (korábban Magyar Filmdíj) elismerés a 2014-ben alapított Magyar Filmdíjak egyike, amelyet a Magyar Filmakadémia (MFA) tagjainak szavazata alapján ítélnek oda egy-egy év magyar filmtermése legjobbnak ítélt dokumentumfilmjének.
A díjra történő jelölés nem automatikus; azok a dokumentumfilmek versenyezhetnek, amelyeket az évente megrendezett Magyar Filmhétre beneveztek. Nevezni az előző év január 1. és december 31. között moziforgalmazásba, televíziós sugárzásba került vagy kerülő (forgalmazói szándéknyilatkozattal rendelkező), vagy nemzetközi filmfesztiválon versenyben vagy versenyen kívül szerepelt filmalkotást lehet. Egy alkotó vagy alkotógárda több alkotással is nevezhet, ebben az esetben mindegyikről külön adatlapot kell beküldeni.
A nevezés és regisztráció határideje: január 15.
A Filmakadémia tagjai január 1-je és 31-e között szekciónként megnézik a benevezett filmeket és választanak ki azokat a dokumentarista alkotásokat, amelyek felkerülnek a jelöltek listájára. A jelölt alkotásokat felveszik a filmhét programjába és levetítik nagyközönség illetve a filmes szakma részére.
A versenyprogramba került filmek nyilvános bejelentése február 1-jén történik.
A díjra érdemesnek tartott alkotást az Akadémia tagjai e szűkített listáról választják ki egy újabb titkos szavazás során.
2020-ig az ünnepélyes díjátadóra Budapesten, a Magyar Filmhetet lezáró gálán kerül sor minden év március elején. Az abban az évben megrendezett Veszprém-Balaton Filmpiknikkel ötvözve 2021-től a korábban Magyar Filmszemle, Magyar Filmhét majd Magyar Mozgókép Szemle néven tartott magyar filmes seregszemle „magyar filmes-televíziós szakma és a közönség népszerű találkozóhelye kíván lenni” a rendező, a Veszprém Balaton 2023 Zrt. Európa Kulturális Fővárosa szerint. E szerint az új Magyar Mozgókép Fesztiválon szabadtéri vetítések, a legújabb magyar premierfilmek, nemzetközi fesztiváldíjasok, sztárok, közönségtalálkozók, gyerekprogramok, felújított klasszikusok, kiállítások, koncertek és gasztro-programok várják az érdeklődőket. Első alkalommal ilyen formában 2021. június 23–26. között került megrendezésre.
A Magyar Filmakadémia Egyesület szekcióiból delegált előzsűri 5 alkotást és alkotót jelöl kategóriánként a Magyar Mozgókép Díjakra, majd a tagjai közül választott zsűri dönt a nyertesekről – így az összesen húszból a két dokumentumfilm, az egész estés és a rövid dokumentumfilm kategóriában is.

## Díjak és jelölések
A nyertesek a táblázat első sorában, félkövérrel vannak jelölve.
| Év (Gála) | Díjazottak és jelöltek | Megjegyzés           |
| --------- | --- | -------------------- |
| 2016 (1.) | - Drifter, rendező: Hörcher Gábor - Anyám levelei Sztálin elvtársnak, rendező: Mészáros Márta - Budapest ostroma, rendező: Babos Tamás - Káin gyermekei, rendező: Gerő Marcell - Tititá, rendező: Almási Tamás | [ * 1 ]              |
| 2017 (2.) | - Soul Exodus, rendező: Bereczki Csaba - Herminamező árnyai, rendező: Zsigmond Dezső - Kocsis – Intim megvilágításban, rendező: Surányi András - Magyar korridor, rendező: Jamrik Levente - Nemzetidegenek, rendező: László Gábor | [ * 2 ]              |
| 2018 (3.) | - Egy nő fogságban, rendező: Tuza-Ritter Bernadett - Elhallgatott zenekarok a 60-as, 70-es évekből, rendező: Kisfaludy András - Nagyi projekt, rendező: Révész Bálint - Ultra, rendező: Simonyi Balázs - Visszahúz a múlt – Ember Judit portréja, rendező: Dér Asia | [ * 3 ]              |
| 2019 (4.) | - Getto Balboa – rendező: Bogdán Árpád | [ 5 ] [ * 4 ]        |
| 2020 (5.) | - A létezés eufóriája – rendező: Szabó Réka, producerek: László Sára, Gerő Marcell, Szabó Réka - A báró hazatér – rendező: Breier Ádám, producerek: Horváth-Szabó Ágnes, Halász Júlia, Kálmán Mátyás, Muhi András Pires, Romwalter Judit, Breier Ádám - A fegyházlelkész – rendező-producer: Varga Ágota - Csak családról ne – rendező: Kis Anna, producerek: László Sára, Gerő Marcell - Emmi néni csodálatos élete – rendező: Száraz Eszter, producerek: Ecsedy Márton - Ketten – rendező: Dobray György, producerek: Dobray György, Détári Géza - Lili – rendező: Hegedüs Péter, producerek: Muhi András, Rebecca McElory, Ferenczy Gábor - Mignon – rendező: Oláh Kata, producerek: Oláh Kata, Elbaz Ela, Csukás Borbála - Ott legbelül dal van… – rendező: Mohi Sándor, producerek: Buglya Sándor, Péterffy András - Vonal fölött – rendező: Nagy Anikó Mária, producerek: Ugrin Julianna | [ * 5 ]              |
| 2021      | - A mi Kodályunk – rendező: Petrovics Eszter - Ma is meghaltam százszor – rendezők: Géczy Dávid és Janovics Zoltán - Vadlovak - Hortobágyi mese – rendező: Török Zoltán - Mesék a zárkából – rendező: Visky Ábel - Kövek – rendező: Dobray György | [ 6 ] [ * 6 ]        |
| 2022      | - Egy mindenkiért – rendező: Muhi András Pires - Bereményi kalapja – rendező: Papp Gábor Zsigmond - Triptichon: Esterházy János élete és öröksége – rendező: Zsigmond Dezső - Dívák – rendező: Kőrösi Máté - A bereki ember – rendező: Bertha Lívia | [ 7 ] [ * 7 ]        |
| 2023      | - Szabadító – rendező: Hajnal Gergely - Aki legyőzte az időt – Keleti Ágnes – rendező: Oláh Kata - A kinematográfus – rendezők: Medvigy Gábor és Bollók Csaba - Béke – A nemzetek felett – rendező: Tősér Ádám - A döntés – rendezők: Vízkeleti Márton és Ugrin Julianna | [ 8 ] [ 9 ]          |
| 2024      | - A nemzet aranyai – rendezők: Zákonyi S. Tamás és Elek Ottó - Bagossy Brothers Company – 10 éve úton – rendező: Könyves Dina - Hallasz engem? – rendező: Hegedűs Péter - Láthatatlan kötelek – rendező: Varga Ágota - Szolgának születtek – rendező: Moharos Attila | [ 10 ] [ 11 ] [ 12 ] |
| 2025      | - KIX – rendezők: Mikulán Dávid és Révész Bálint - A boldogság ügynöke – rendezők: Zurbó Dorottya és Arun Bhattarai - A legpompásabb emberi elme – rendező: Bertha Lívia - DAC film – rendező: Tősér Ádám - Kell egy oroszlán – rendező: Visky Ábel | [ 13 ] [ 14 ]        |